# Petabit
Petabit (Pb eller Pbit) är en informationsenhet samt en multipel av bit. Namnet kommer av SI-prefixet peta (P), för en biljard, och bit (b).
1 petabit = 1015 bitar = 1 000 000 000 000 000 bitar
Petabit är relaterat till enheten pebibit (Pib) – en multipel baserad på det binära prefixet pebi (Pi) – som motsvarar 250 bitar = 1 125 899 906 842 624 bitar. Ibland används petabit som synonym till pebibit, trots att SI och IEC avråder från detta.
Petabit används för att ange överföringshastighet i datornätverk, då i form av petabit per sekund (Pbps).